# Lescout
Lescout é uma comuna francesa na região administrativa da Occitânia, no departamento de Tarn. Estende-se por uma área de 6.72 km², e possui 721 habitantes, segundo o censo de 2018, com uma densidade de 110 hab/km².